# Günther von Schönburg-Waldenburg
Günther Alexander Johann Wilhelm Fürst von Schönburg-Waldenburg (* 30. August 1887 in Potsdam; † 18. März 1960 in Salzburg, Österreich) war ein deutscher Fürst und seit 1914 Oberhaupt des Hauses Schönburg. Mit seinem Tod 1960 erlosch der Hauptzweig der Linie Schönburg-Waldenburg.

## Leben
Fürst Günther war der Sohn von Erbprinz Otto Karl Victor von Schönburg-Waldenburg (1856–1888) und Prinzessin Lucia zu Sayn-Wittgenstein-Berleburg (1859–1903). Als Kind besuchte er das Vitzthumsche Gymnasium in Dresden. Anschließend studierte er Jura in Cambridge und Leipzig. Von 1906 bis 1908 leistete Günther Militärdienst in Potsdam, 1909 unternahm er eine große Amerikareise. Nach dem Tod seines älteren Bruders 1914 wurde er Chef des Hauses Schönburg-Waldenburg und Herr auf Schloss Waldenburg (Sachsen), Schloss Lichtenstein (Sachsen), Schloss Belgershain und Schloss Pomßen sowie Mitherr auf der Burg Stein (Sachsen). Die Fürsten von Schönburg-Waldenburg galten nach dem Haus Wettin als die größten sächsischen Grundeigentümer mit 8.640 ha Land- und Forstwirtschaft.
Er baute Schloss Waldenburg zu einem Zentrum der Kunst und Kultur aus. Angehörige der geistigen Elite der Weimarer Republik und berühmte Musiker waren zu Gast in Waldenburg. Der Fürst initiierte neben den hochkarätigen Konzerten und der Waldenburger Tafelrunde auch die Deutsche Kunstgesellschaft in Berlin, deren Präsident er war.
Nach der Verhaftung und Enteignung 1945 lebte Fürst Schönburg zunächst in Celle, plante jedoch, in die USA überzusiedeln.

## Familie
Aus seiner Ehe mit Frau Hertha Roetzschke (1890–1959) hatte er keine Kinder. Seine Schwester Sophie war für sechs Monate Fürstin von Albanien, sein älterer Bruder Otto Viktor II. fiel am 14. September 1914 bei einem Erkundungsritt nahe Reims.
- siehe: Stammliste des Hauses Schönburg